# 圣马丹德凯里耶尔
圣马丹德凯里耶尔（法語：Saint-Martin-de-Queyrières，法語發音：[sɛ̃ maʁtɛ̃ də kɛʁjɛʁ]）是法国上阿尔卑斯省的一个市镇，位于该省东北部，属于布里扬松区。

## 地理
圣马丹德凯里耶尔（44°50'25"N, 6°35'7"E）面积55.52 平方千米，位于法国普罗旺斯-阿尔卑斯-蓝色海岸大区上阿尔卑斯省，该省份为法国东南部内陆省份，北起萨瓦省，西北接伊泽尔省，西南接德龙省，南至上普罗旺斯阿尔卑斯省，东北部与意大利接壤。
与圣马丹德凯里耶尔接壤的市镇（或旧市镇、城区）包括：拉让蒂耶尔-拉贝塞、皮圣安德烈、拉罗什德拉姆、莱维尼欧、维拉尔圣庞克拉斯、瓦卢伊斯-佩尔武。

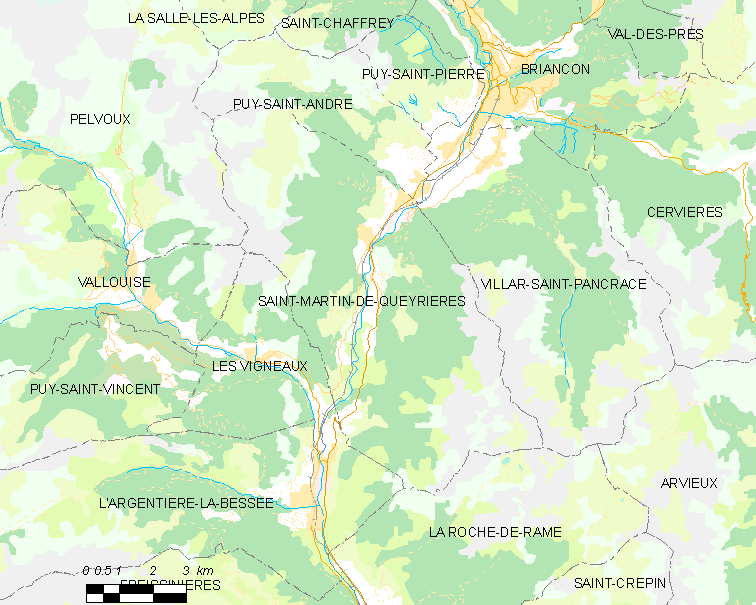
圣马丹德凯里耶尔的OSM定位图

圣马丹德凯里耶尔的时区为UTC+01:00、UTC+02:00（夏令时）。

## 行政
圣马丹德凯里耶尔的邮政编码为05120，INSEE市镇编码为05151。

## 政治
圣马丹德凯里耶尔所属的省级选区为拉让蒂耶尔-拉贝塞县。

## 人口

1962-2008年间圣马丹德凯里耶尔人口变化图示

圣马丹德凯里耶尔于2022年1月1日时的人口数量为1122人。